# Relations entre la France et la Slovaquie
Les relations entre la France et la Slovaquie sont des relations internationales s'exerçant au sein de l'Union européenne entre deux États membres de l'Union, la République française et la République slovaque. Elles sont structurées par deux ambassades, l'ambassade de France en Slovaquie et l'ambassade de Slovaquie en France.